# Brownlow Bertie (5e duc d'Ancaster et Kesteven)
Brownlow Bertie, 5e duc d'Ancaster (1er mai 1729 à Lindsey House - 8 février 1809 à Grimsthorpe),  est un pair et un homme politique britannique qui siège à la Chambre des communes de 1761 à 1779 avant d'entrer à la chambre des Lords.

## Biographie
Il est le fils de Peregrine Bertie (2e duc d'Ancaster et Kesteven) et Jane Brownlow, et le frère cadet de Peregrine Bertie (3e duc d'Ancaster et Kesteven), et oncle de Robert Bertie (4e duc d'Ancaster et Kesteven) et de Priscilla Bertie, 21e baronne Willoughby de Eresby. Il est baptisé à Londres dans l'église de St Giles-in-the-Fields, Holborn.
Il est député du Lincolnshire de 1761 à 1779, devient Lord Lieutenant du Lincolnshire le 12 février 1779 et est nommé conseiller privé le même jour. À la mort de son neveu le 8 juillet 1779, il lui succède en tant que cinquième et dernier duc d'Ancaster et Kesteven et marquis de Lindsey et en tant que huitième comte de Lindsey.
Il se marie deux fois. Il épouse le 11 novembre 1762 à Cork Street à Londres, Harriot Pitt (22 juin 1745 - 23 avril 1763) et se remarie le 2 janvier 1769 à St James, avec Mary Anne Layard (5 mars 1733 - 13 janvier 1804).
Son premier mariage reste sans enfant, alors qu'il a une fille avec sa deuxième épouse:
- Mary Elizabeth Bertie (décédée le 10 février 1797), mariée à Thomas Colyear (4e comte de Portmore) (27 mars 1772 - 18 janvier 1835) le 26 mai 1793; son fils Brownlow-Charles Colyear hérite d'une grande partie de la propriété de son grand-père, mais il est décédé en 1819 avant de pouvoir hériter des titres de son père[2].

Le duché et le marquisat s'éteignent à sa mort, tandis que le comté est transmis à son parent Albemarle Bertie (9e comte de Lindsey). Les funérailles du duc d'Ancaster ont lieu le 17 février 1809 à Swinstead.